# Liupanshui
Liupanshui (cinese: 六盘水; pinyin: Liùpánshuǐ) è una città-prefettura della Cina nella provincia del Guizhou.

## Amministrazione
La prefettura amministra le seguenti suddivisioni:
- Distretto di Zhongshan
- Distretto speciale di Liuzhi
- Panzhou (città)
- Contea di Shuicheng